# Хамам
Хамамът (на арабски: حمّام), познат на български и като турска баня, е близкоизточният вариант на парната баня, който образно може да се определи като мокър вариант на сауната.
Този вид баня съчетава функционалността и структурните елементи на предшестващите я в Анадола римски терми с централно-азиатската тюркска традиция на парната баня и ритуално къпане. Известно е, че арабите също подражават на гръцко-римските бани, които заварват при завоюването на Александрия през 641 г., както и на образците в завладените по-късно византийски земи.
Традиционно всеки хамам е имал масажист (теляк на турски), който натривал със сапун къпещите се. За теляци дълго време (до западането на Османската империя) са набирани немюсюлмани, тъй като се е считало, че длъжността е под достойнството на мюсюлманин.
Хамамите играят важна роля в близкоизточните и балканските култури като места за социална общуване. Често са изграждани от добри архитекти и днес много от тях са архитектурни забележителности.
В редица мюсюлмански страни и общности днес все още се използват хамами. Навлезли в Западна Европа в средата на 19 век, понастоящем те отново са обект на интерес.

## Етимология
Думата "hammam" (حَمَّام) е съществително, което означава „баня“ или „плувен басейн“. Думата идва от арабски حمّام (което означава „нагряване“)

## Практики при къпането
Обичаят изисква от посетителя да се съблече сам в специално пригодена стая (camekan), но да запази набедрената си кърпа. Постепенно се преминава от по-студени към по-топли стаи, като обичайно напарването се случва при температури около 50°С и влажност на въздуха около 70 – 100%. Поосетителят може да избере да се измие сам или от персонала.
Съществуват различни видове услуги, които се предлагат в турската баня – традиционен, ексфолиращ или друг, който включва масаж и маски на лицето или тялото.